# Chorvatská kuchyně
Chorvatská kuchyně je specifickým typem evropské jihovýchodní (balkánské) kuchyně. Rozdíly ve výběru potravin jsou největší mezi vnitrozemskou a pobřežní částí Chorvatska. Vnitrozemská kuchyně byla ovlivňována slovanskou, maďarskou a tureckou kuchyní. Je charakteristická používáním koření, například černého pepře, papriky a česneku. Pobřežní kuchyně Chorvatska byla ovlivněna především řeckou a římskou kuchyní, později také středomořskou, zejména italskou kuchyní. Pobřežní kuchyně používá olivový olej, byliny a koření, například rozmarýn, šalvěj, bobkový list, oregano, majoránka, pálivá červená paprika, skořice, hřebíček, muškátový ořech a citronová a pomerančová kůra.

## Suroviny
Využívání surovin se liší oblast od oblasti. Mezi typické suroviny vnitrozemské i pobřežní kuchyně patří obilniny, mléčné výrobky, maso, ryby, zelenina, ořechy. Chorvaté připravují ryby mořské i sladkovodní, různé druhy masa, různé druhy sýra i zeleninových pochoutek. Ve vnitrozemí pěstují brambory, kapustu a jedlou levanduli. V přímořské oblasti převládá využití zeleniny, ovoce, olivového oleje, ryb a mořských plodů. V Chorvatsku jsou populární i potraviny a recepty z bývalých jugoslávských zemí.
V horkém Chorvatsku se pro uchování potravin hojně využívá sušení. Dnes je to hlavně kvůli jedinečné chuti. Suší se maso, chobotnice i ovoce. Velmi oblíbené jsou sušené fíky. Ryby se často marinují nebo nakládají do oleje.

## Pokrmy
Typickými pokrmy chorvatské kuchyně jsou: stonské ústřice, těstoviny s lanýži, tzv. černé rizoto a další. Některé oblasti nabízejí speciality, které jinde v Chorvatsku nenajdete. Žabí stehýnka se podávají v horských oblastech, v městečku Lokve. Říční raci jsou specialitou v horské oblasti nad Kvarnerským zálivem. Medvědí tlapy a medvědí pršut se podávají v oblasti Lika.

### Masitá jídla,sýry a bezmasá jídla
- Pljeskavica – grilovaná masová placka z mletého masa (vepřového, hovězího, skopového, případně z více druhů masa), cibule a koření.
- Čevapčiče – připravuje se ze směsi kořeněného umletého hovězího, libového vepřového a jehněčího masa. Směs se vytvaruje do podlouhlých šišek a griluje se.
- Žgvacet (istrijská specialita) – jídlo připravované z různých druhů masa a z drůbeže, podoba s gulášem nebo paprikášem. Nejčastěji se podává s těstovinami.
- Vepřová pečeně v mléce (istrijská specialita) – vepřová pečeně ochucená bylinkami, např. bazalkou nebo oreganem, která se pozvolna dusí v mléce. Podává se s bramborami, rýží nebo s vekou.
- Kulen - pikantní uzenina v konzistenci salámu, vyráběná z vepřového masa, ochucená sladkou mletou paprikou
- Kotlovina - kotlety opečené spolu s klobásou, zeleninou, bohatě okořeněné a zalité kvalitním vínem, připravuje se ve speciální nádobě přímo na ohni
- Maneštra (istrijská specialita) – hustá polévka z mladé kukuřice, fazolí, ječmene a zeleniny.
- Bura (istrijská specialita) – sušené vepřové maso podobné pršutu. Vysušuje se na silném severozápadním větru, který se nazývá bura.
- Blitva - Dalmatská příloha k rybám, mangold vařený v osolené vodě spolu s najemno nakrájenými bramborami, po uvaření se zakápne olivovým olejem a dochutí česnekem
- Omáčka ajvar, slavonská vatra (slavonský oheň) – ostrá obdoba českého leča vyrobeného z pečené červené papriky a lilku
- Zapečená krůta s mlincima (oblast Slavonie) – krůta zapečená se speciálními těstovinami. Toto jídlo se v mnohých slavonských domácnostech připravuje jako vánoční.
- Brambory s jehněčím masem pod pekou (oblast Lika a Gorski kotar) – peka je velká keramická kulatá nádoba s pokličkou. Jídla dělaná tímto způsobem mají zvláštní originální chuť s vůní hořícího dřeva.
- Pašticada (oblast Dalmácie) – zadní hovězí maso naložené v koření a vinném octě, pak se s červeným vínem a dalšími ingrediencemi dusí aspoň tři hodiny. Podává se s bramborovým knedlíkem, bramborovými noky nebo těstovinami.
- Polenta - kaše připravovaná z kukuřičné mouky, podává se jako příloha k pikantním jídlům ale i jako samostatné jídlo
- Sarma - jídlo připravované ze směsí mletého masa a rýže zabalené do listu kysaného zelí
- Soparnik (oblast Dalmácie) – dva kruhové pláty těsta plněné mangoldem. Peče se ve speciální peci tak, že se pokryje žhavými uhlíky a popelem. Upečené se očistí od zbytků popela a pomaže olivovým olejem smíchaným s česnekem.
- Sýry (oblast Lika a Gorski kotar) – místní pastviny poskytují krávám, kozám a ovcím volnost a dostatek potravy. Kvalita jejich mléka a sýrů je pak vysoká. Vyrábějí se sýry tvrdé nebo měkké, uzené i neuzené. Metody zrání sýra jsou tradiční a předávané po generacích.
- Paški sir (ostrov Pag) – vyrábí se z mléka ovcí, které se volně pasou na ostrově. Má speciální chuť danou bylinkami rostoucími na ostrově.
- Zagorski štrukli (oblast Zagorje) – připravují se z těsta, plní se sýrem, zapečou se a zalijí smetanou.

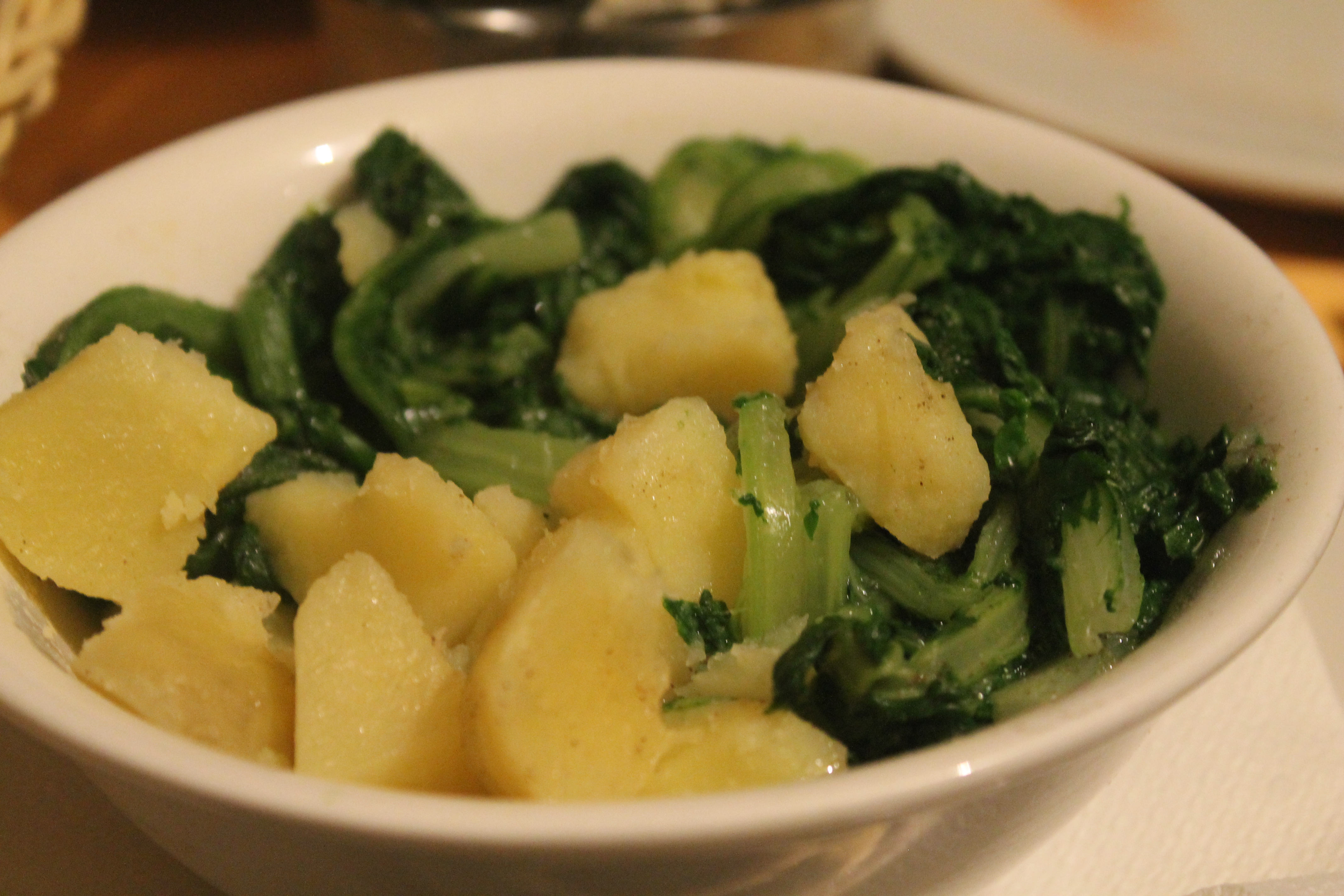
Blitva
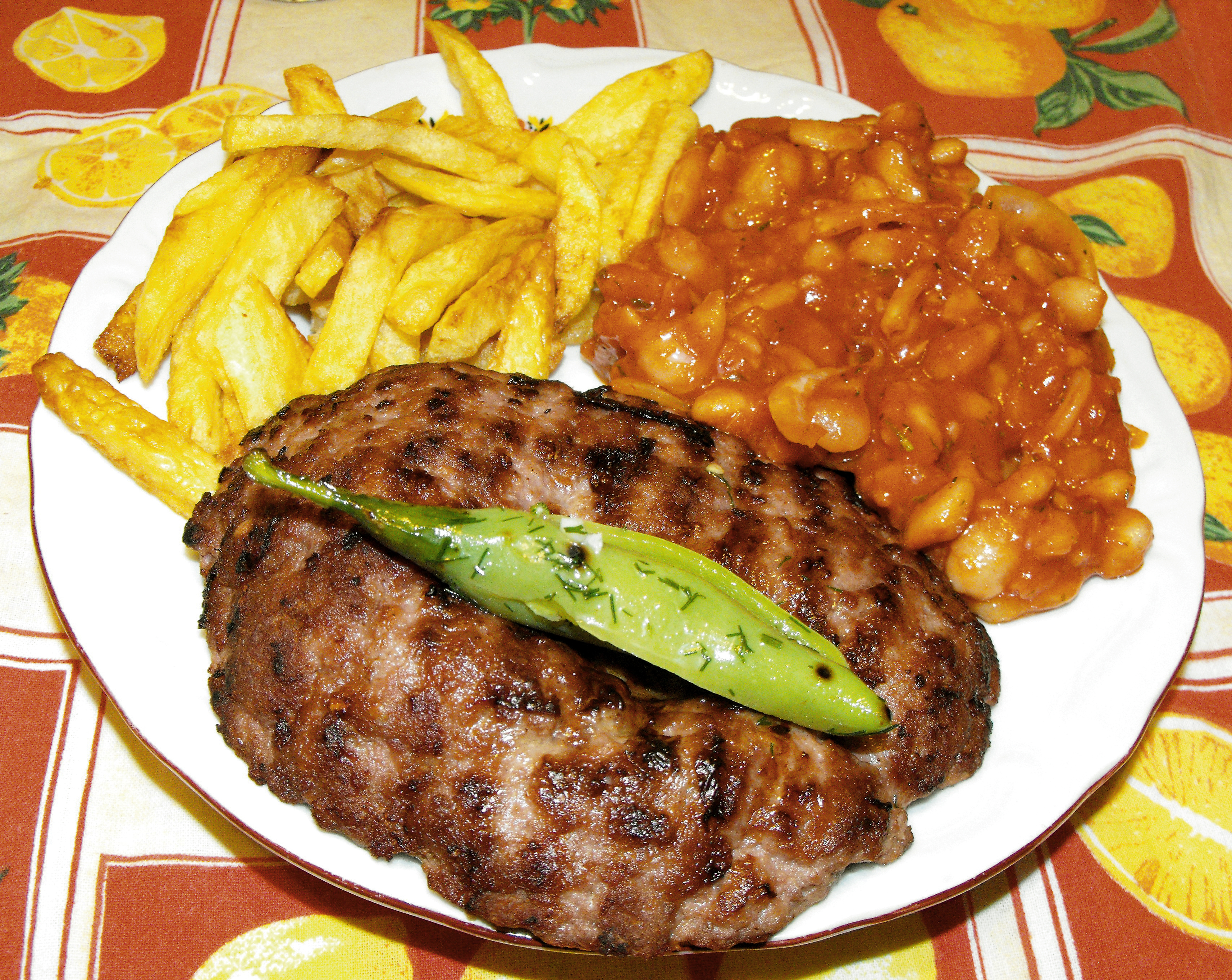
Pljeskavica
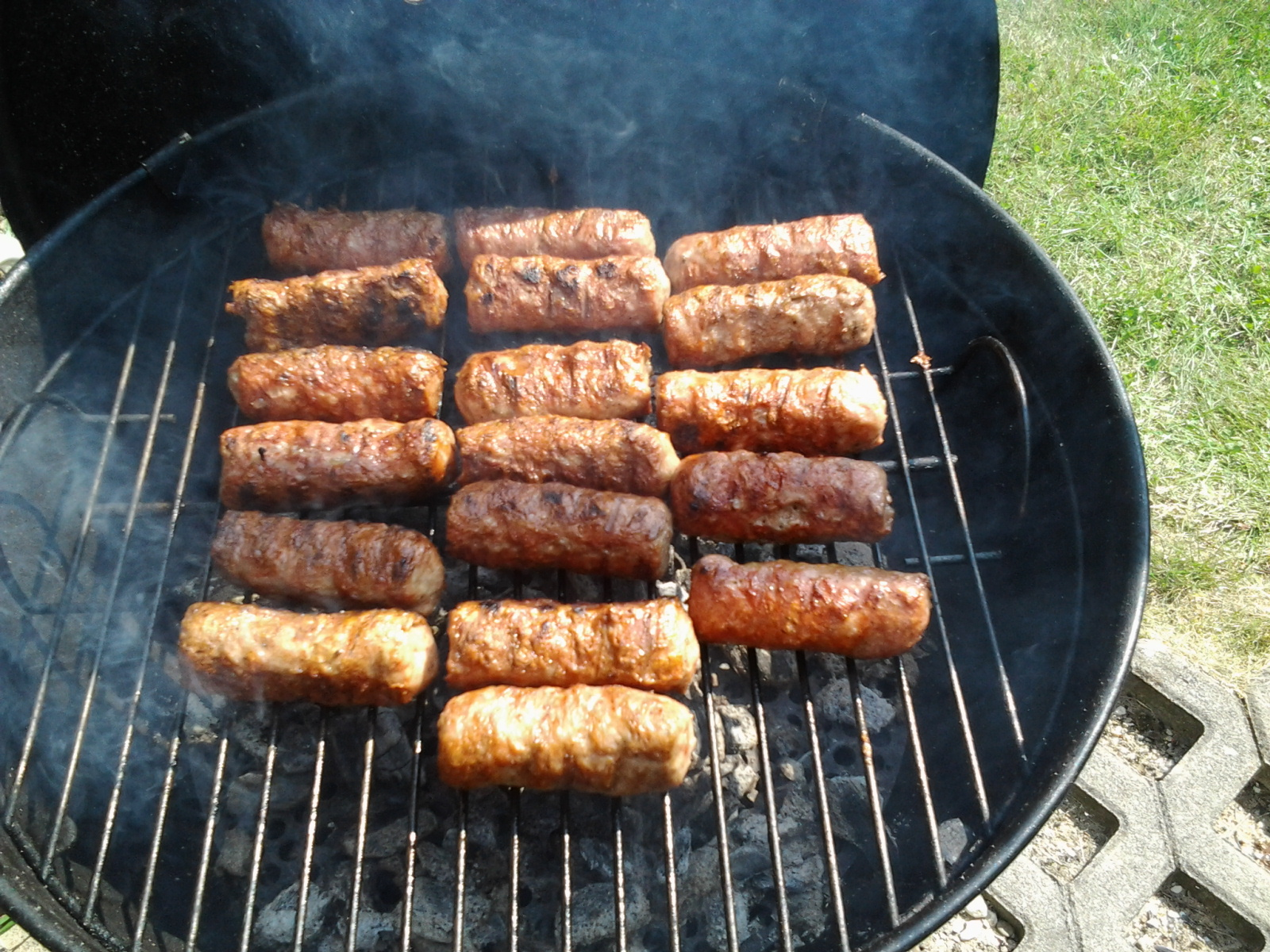
Čevapčiči
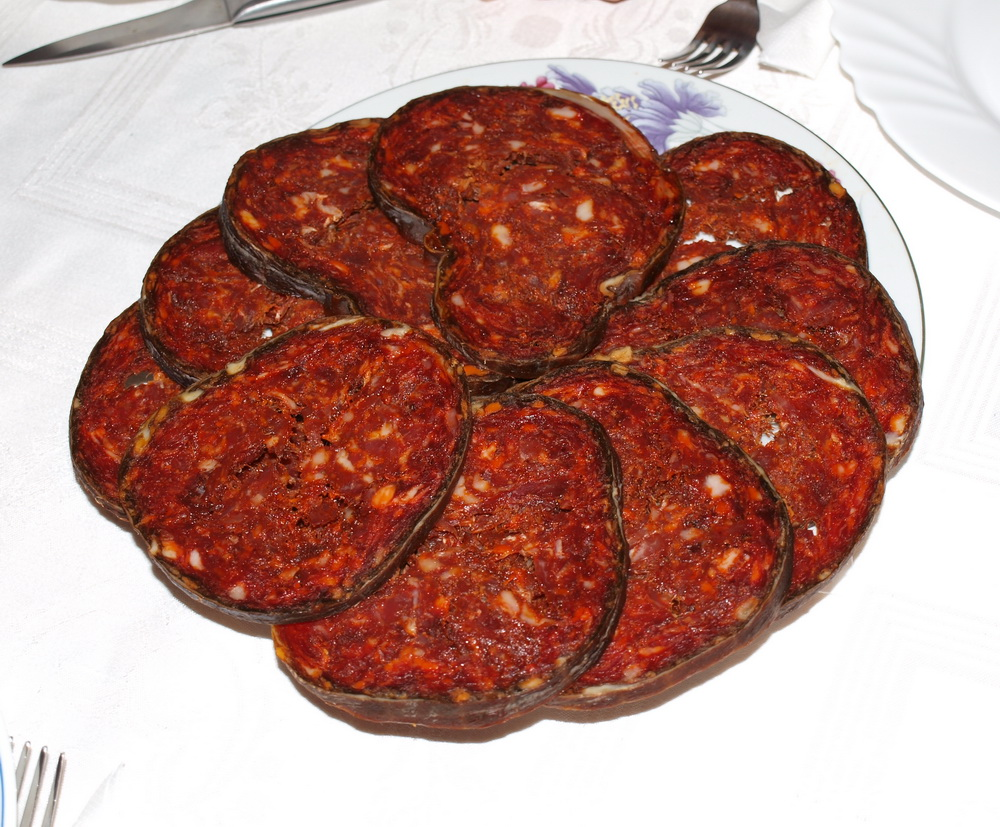
Kulen
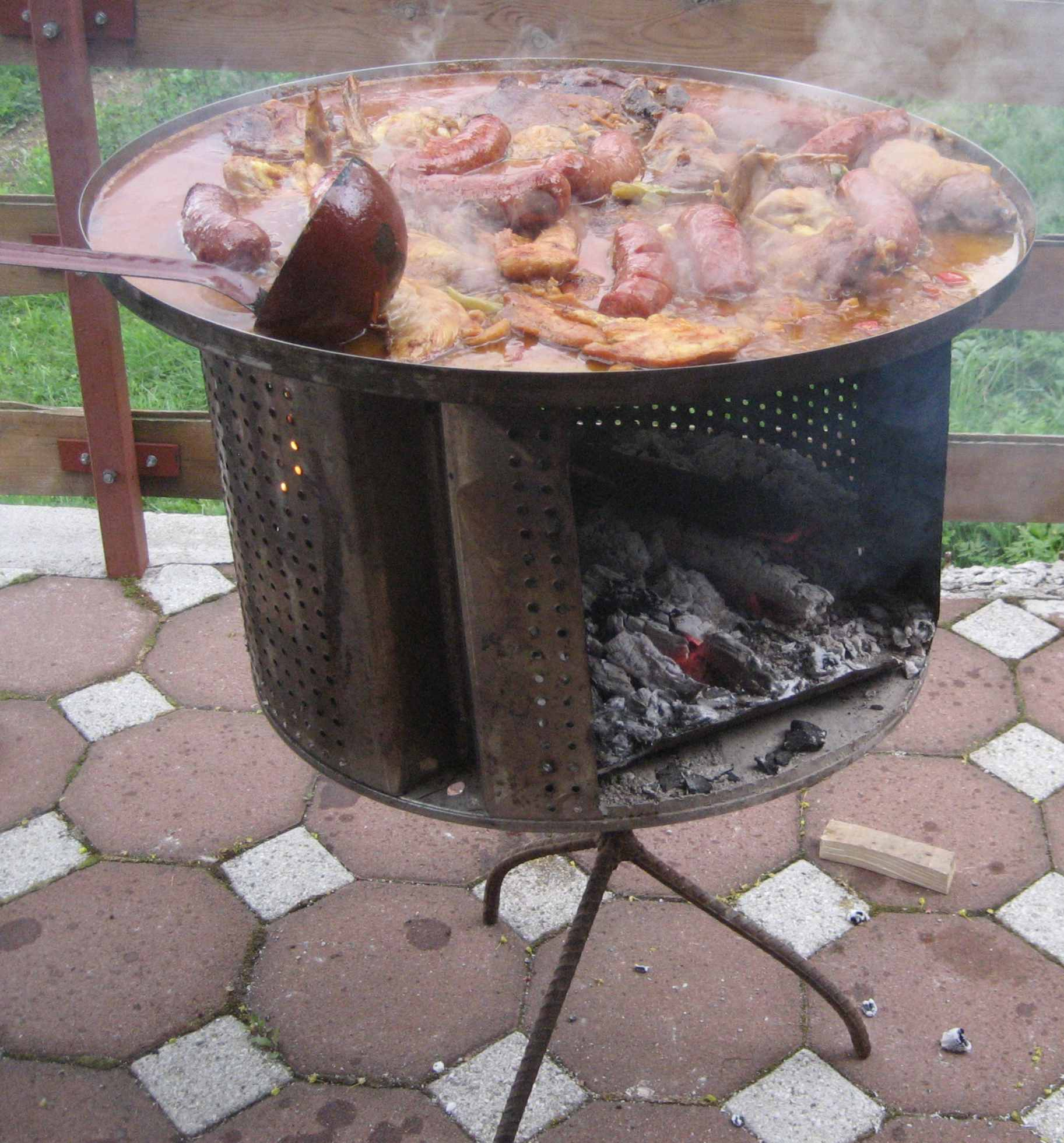
Kotlovina
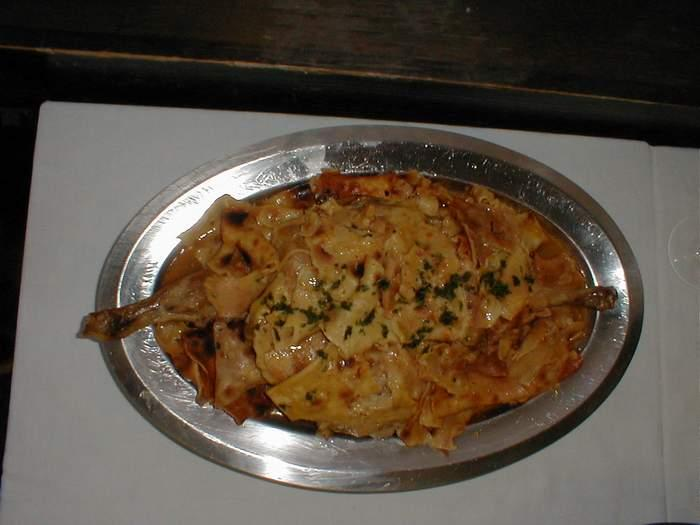
Mlinci
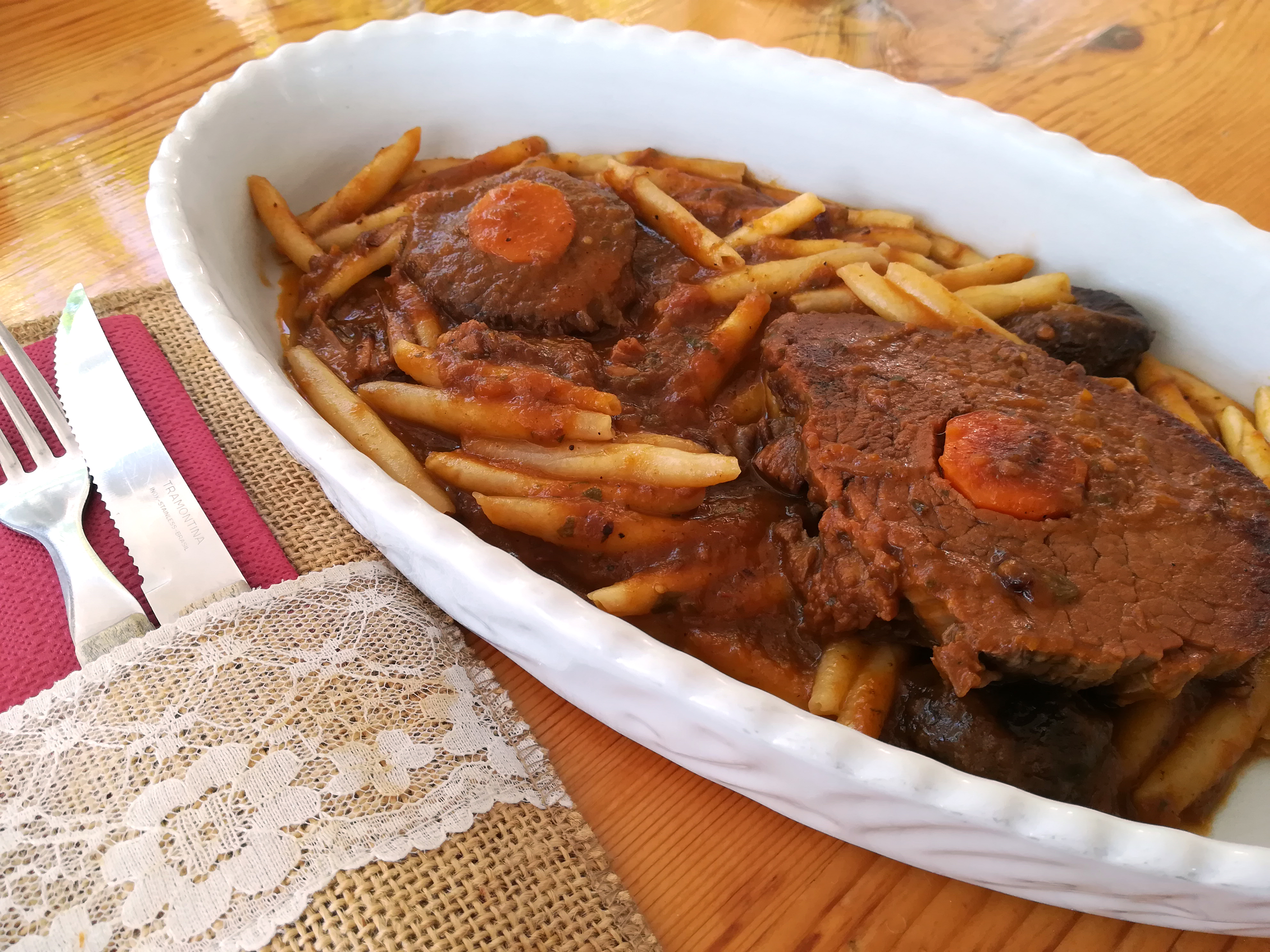
Pašticada
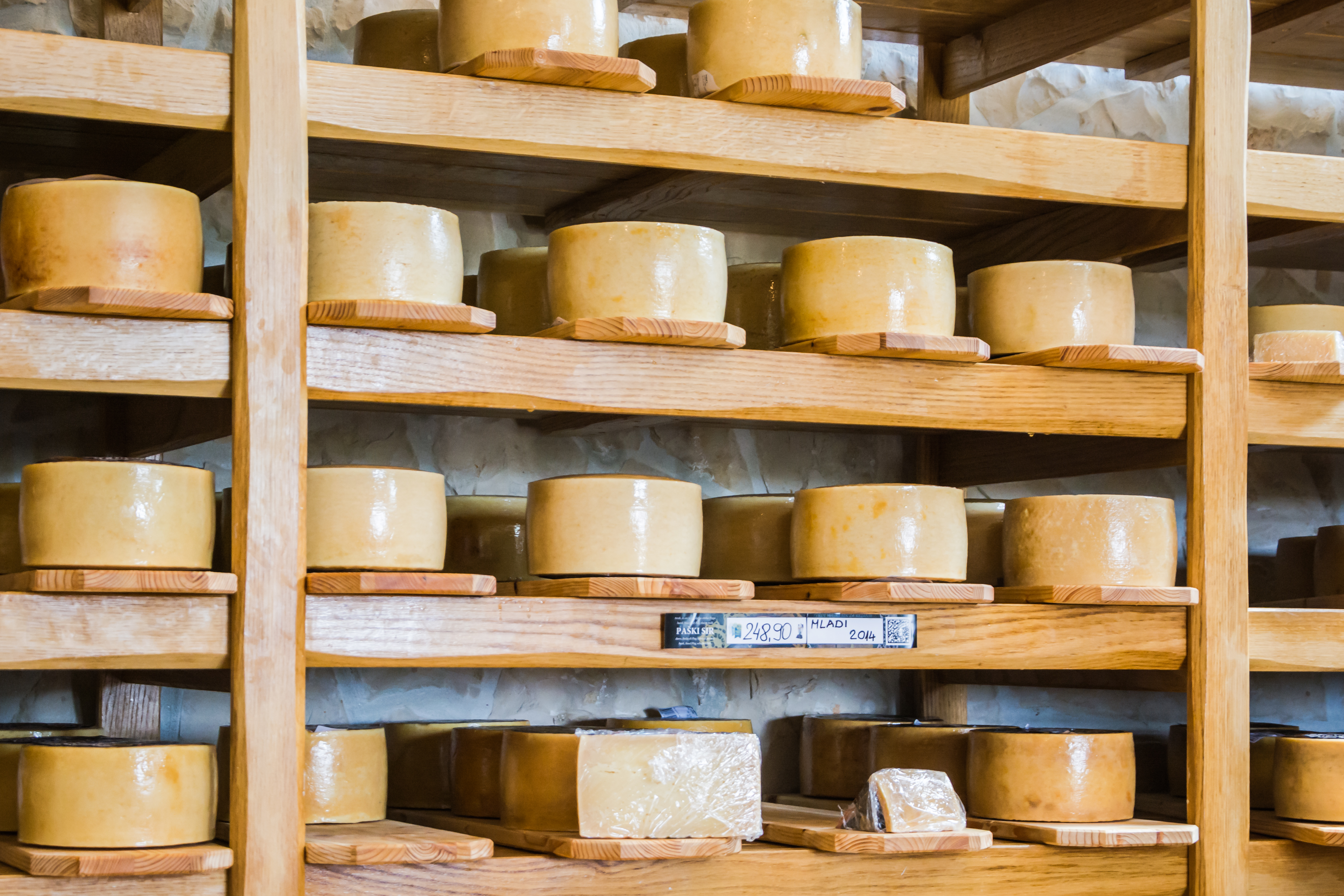
Paški sir z ostrova Pag
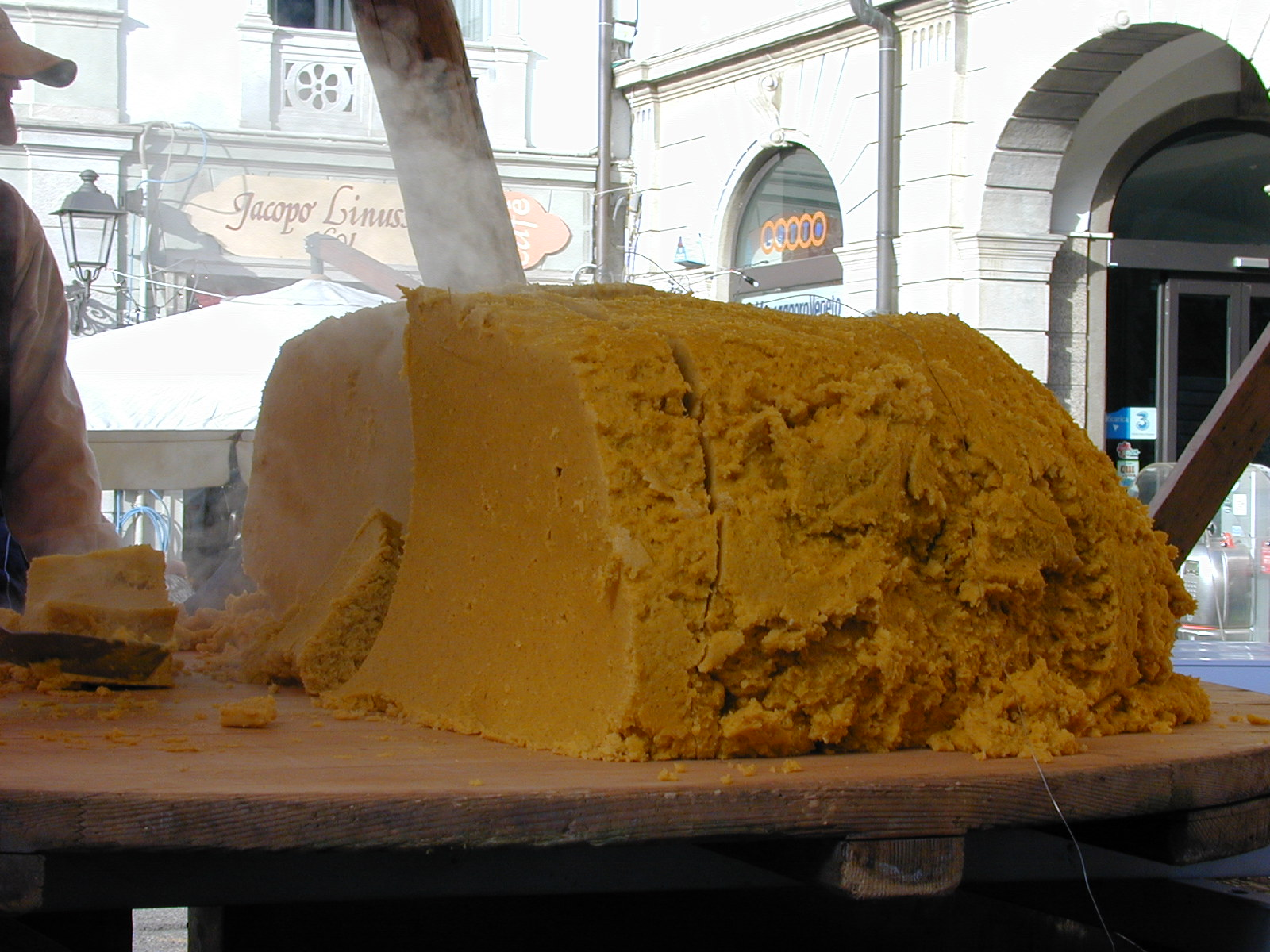
Polenta
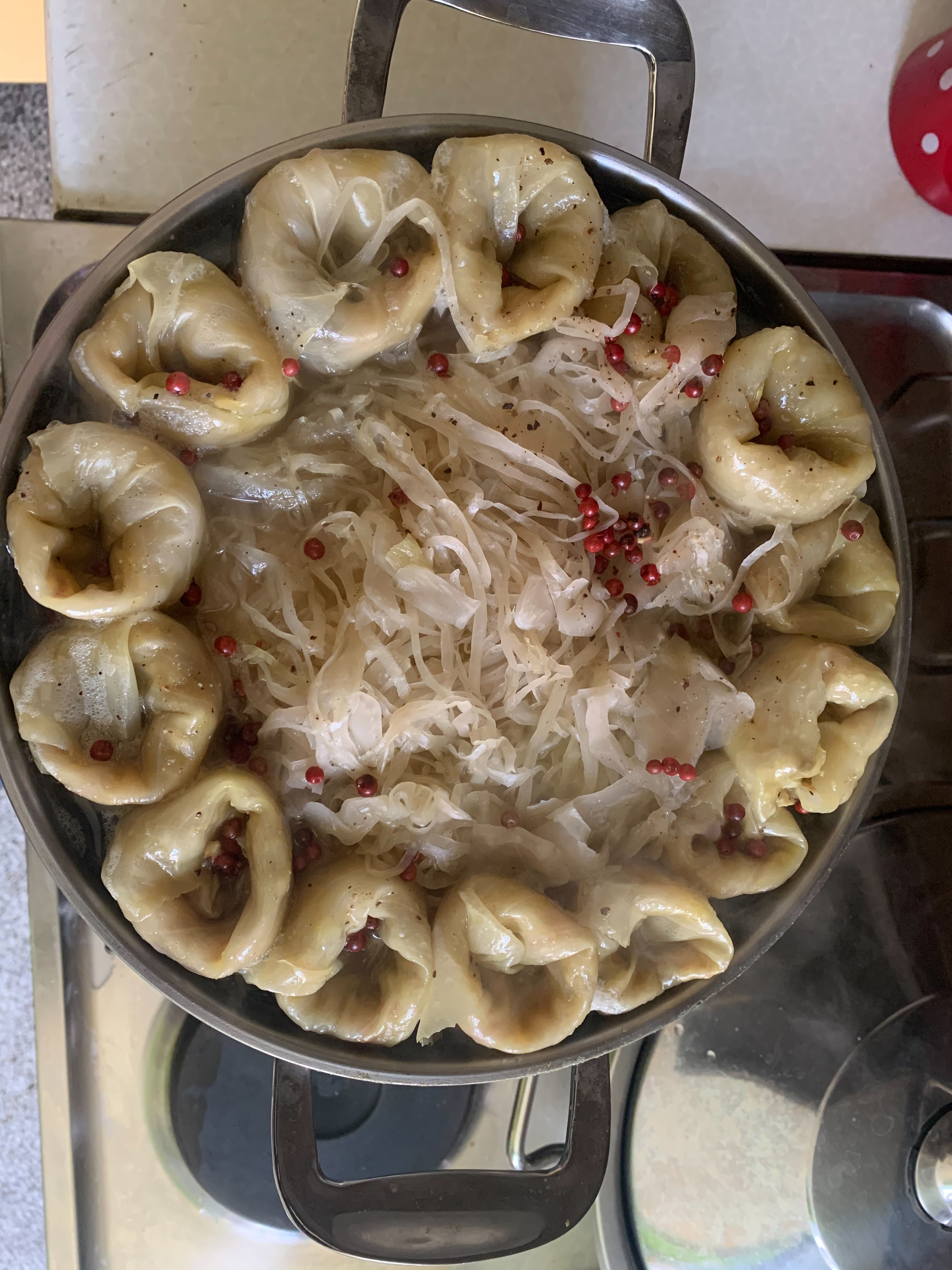
Sarma
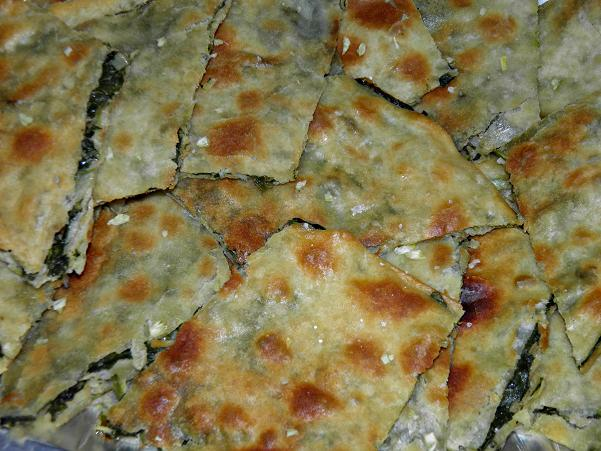
Soparnik
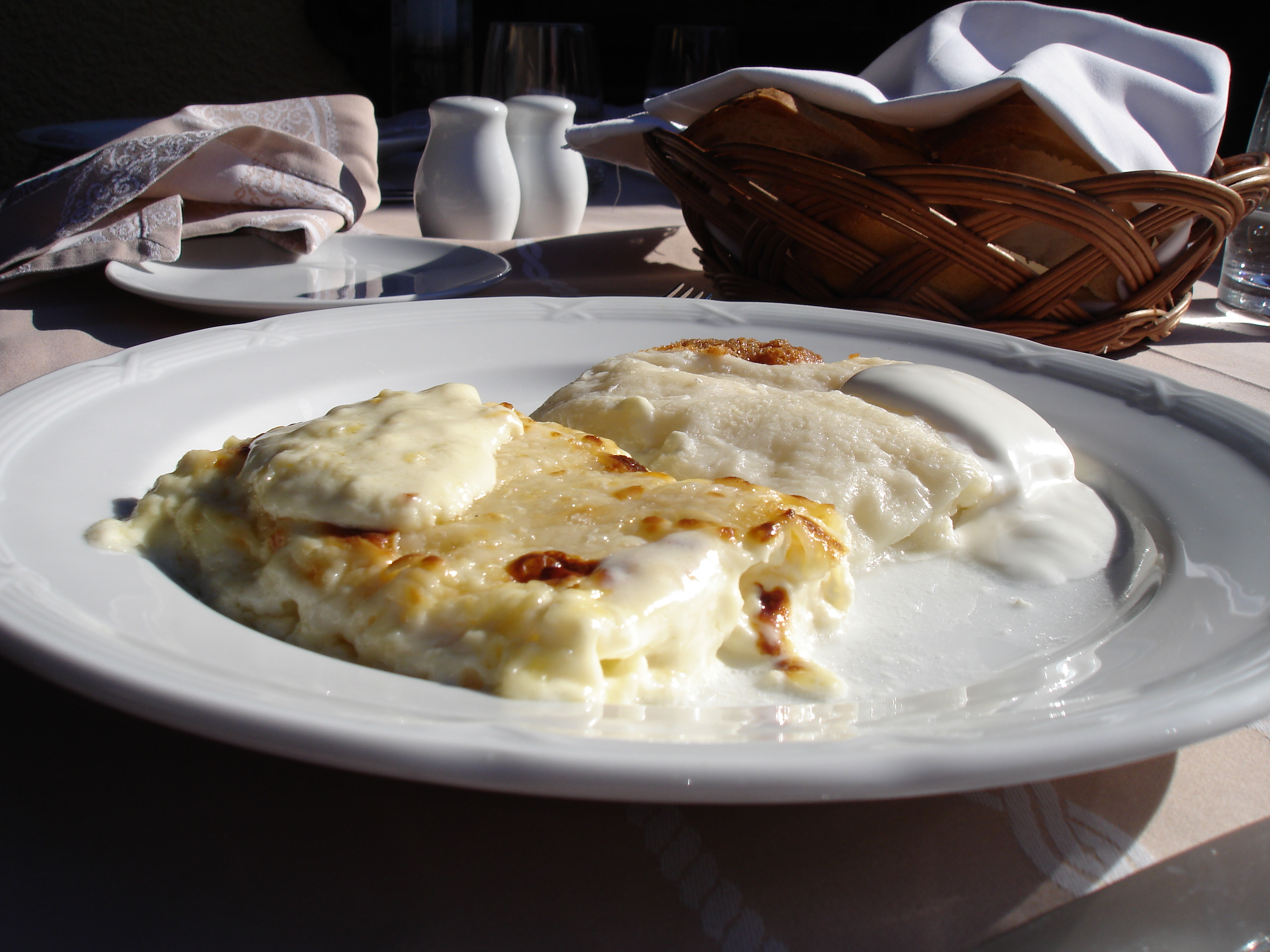
Zagorski štrukli
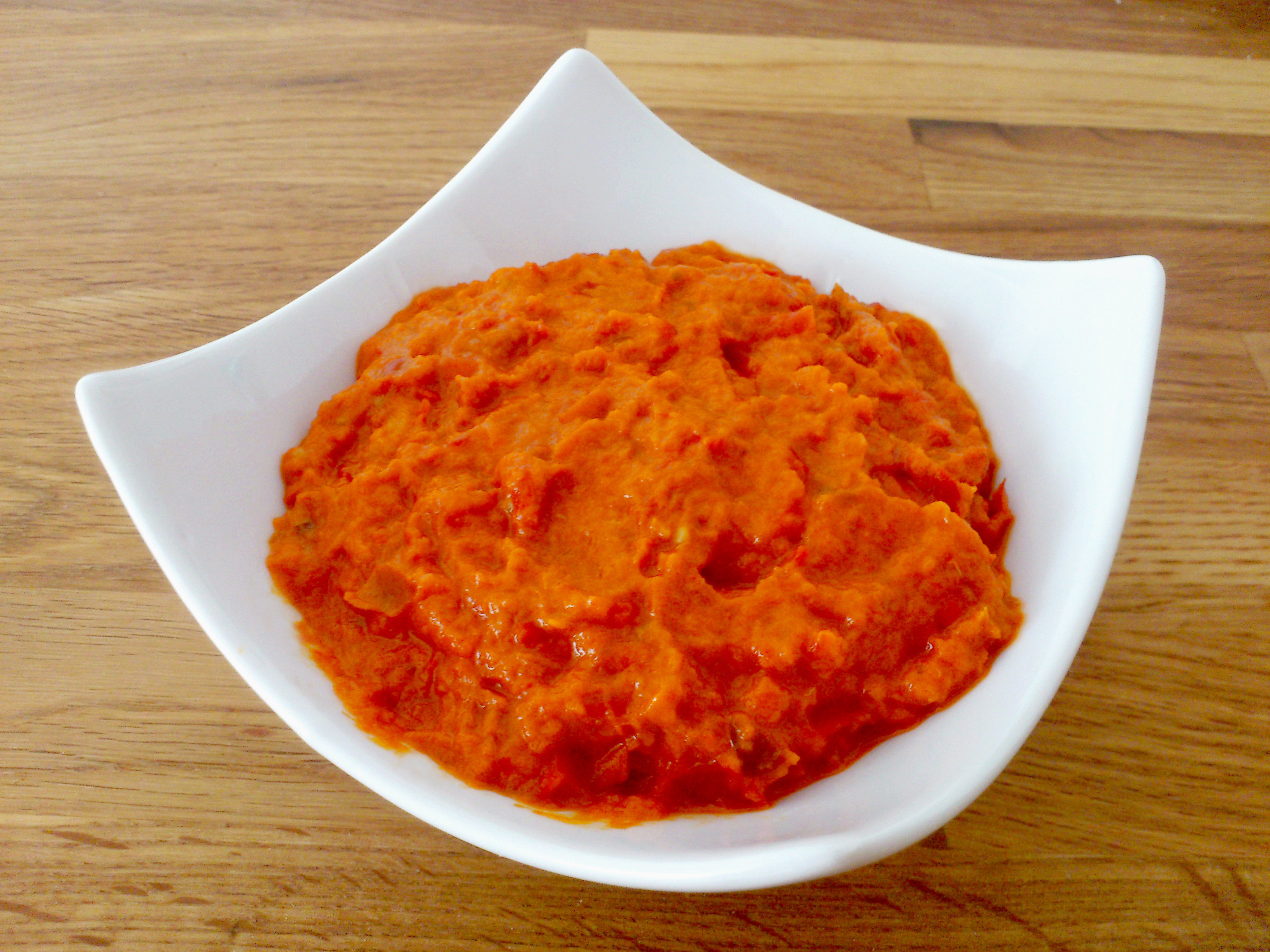
Ajvar

### Rybí jídla a mořské plody
- Vařená ryba na lešo – celá nebo nakrájená ryba se vaří ve vodě s olivovým olejem, vinným octem, bobkovým listem, celým pepřem a celou cibulí. Podává se s vařenými bramborami a zeleninovým salátem.
- Brodet (brudeto, brudet) – na kousky nakrájené ryby se dusí s osmaženou cibulkou společně se zelenou petrželkou, bobkovým listem, česnekem a rajčaty. Podává se s polentou (kaše z kukuřičné mouky), bramborem nebo bílým chlebem.
- Černé rizoto (Crni rižot) - rizoto s kousky mořských plodů, specifickou barvu získává pokrm díky barvivu které obsahují sépie.
- Lignje na žaru - olihně připravované na grilu
- Smažené mladé olihně – na prstýnky nakrájené chobotničky se obalí v mouce a usmaží na olivovém oleji. Osolí se až hotové a ihned se podávají s chlebem a zeleninovým salátem.
- Salata od hobotnice - vařená chobotnice podávaná spolu s jarní cibulkou, přelita marinádou z olivového oleje, vinného octa, utřeného česneku a bylinek
- Plněné olihně (Punjene lignje) – plní se směsí z česneku, petrželky, šunky, strouhanky, olivového oleje, pepře a soli. Plněné olihně se pečou v troubě. Podávají se s dušenou zeleninou nebo zeleninovým salátem.
- Vařená langusta – vaří se ve vodě s vinným octem 30 až 60 minut. Pak se maso z langusty obere, polije tatarskou omáčkou a podává se chlebem a zeleninovým salátem.
- Girice – malé rybičky se před přípravou nekuchají, pouze osolí, obalí v mouce a usmaží na olivovém oleji. Podávají se s chlebem a zeleninovým salátem.
- Námořnické rizoto – připravuje se z rýže, olihní, mušlí a ráčků s cibulí česnekem, rajčaty, kořením a bílým suchým vínem. Vše se osmaží a pak uvaří.
- Škrpina, ryba ropušnice (istrijská specialita) – připravuje se způsobem na brodet (vydatný rybí guláš), s trochou česneku, rajčat, olivového oleje a bílého vína
- Buzara (istrijská specialita) – připravuje se v hrnci ze směsi mušlí a zeleniny, vznikne jídlo podobné guláši.
- Ryba na gradele (na grilu, oblast Dalmácie) –  ryba se potře olejem, posype bylinkami a griluje. Pak se griluje i zelenina – papriky, cukety, lilky.
- Guláš z kapra (oblast Slavonie) – připravuje se stejně jako masitý guláš a dává se do něj velké množství červené papriky, často pálivé.

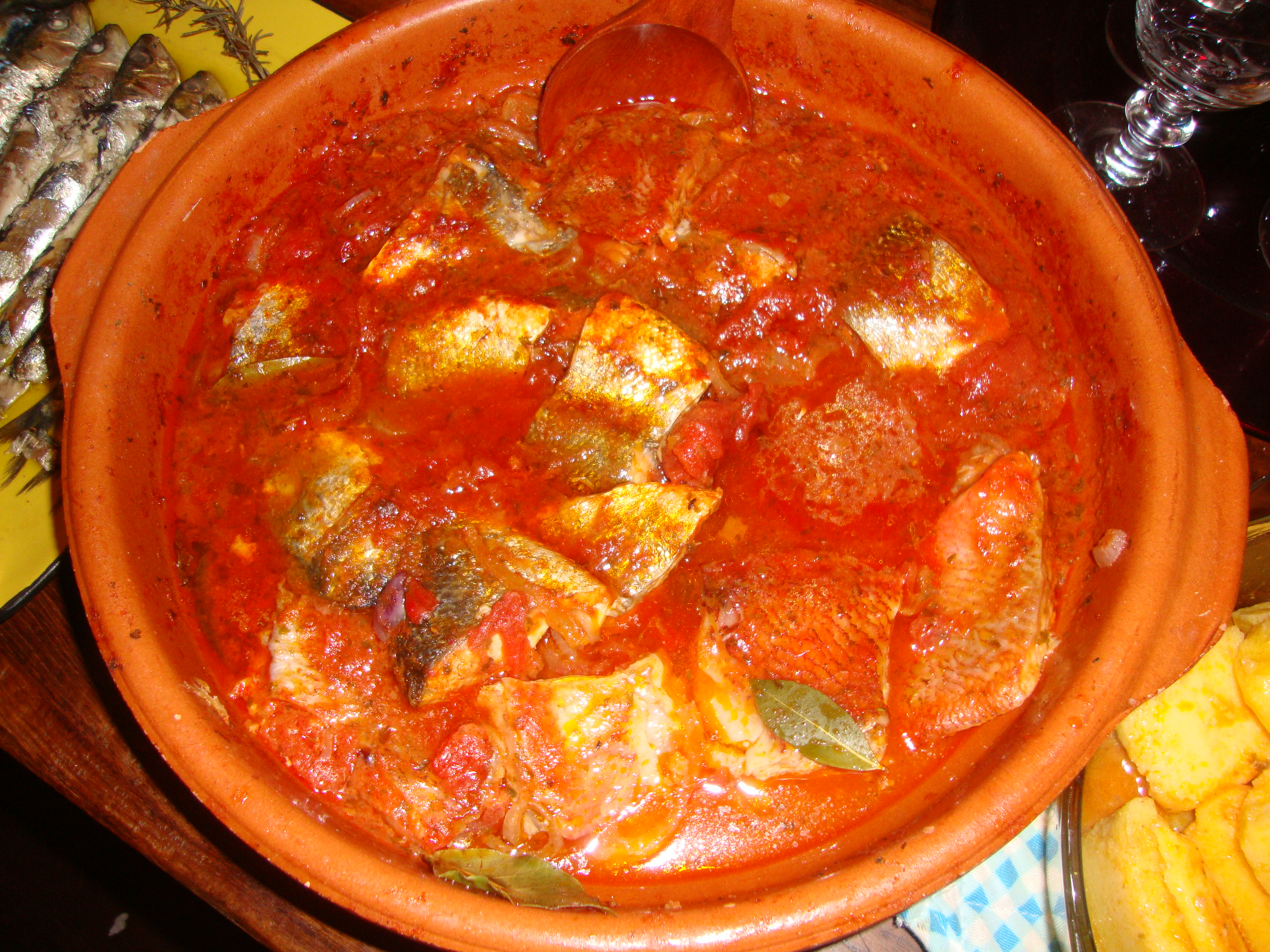
Brodet
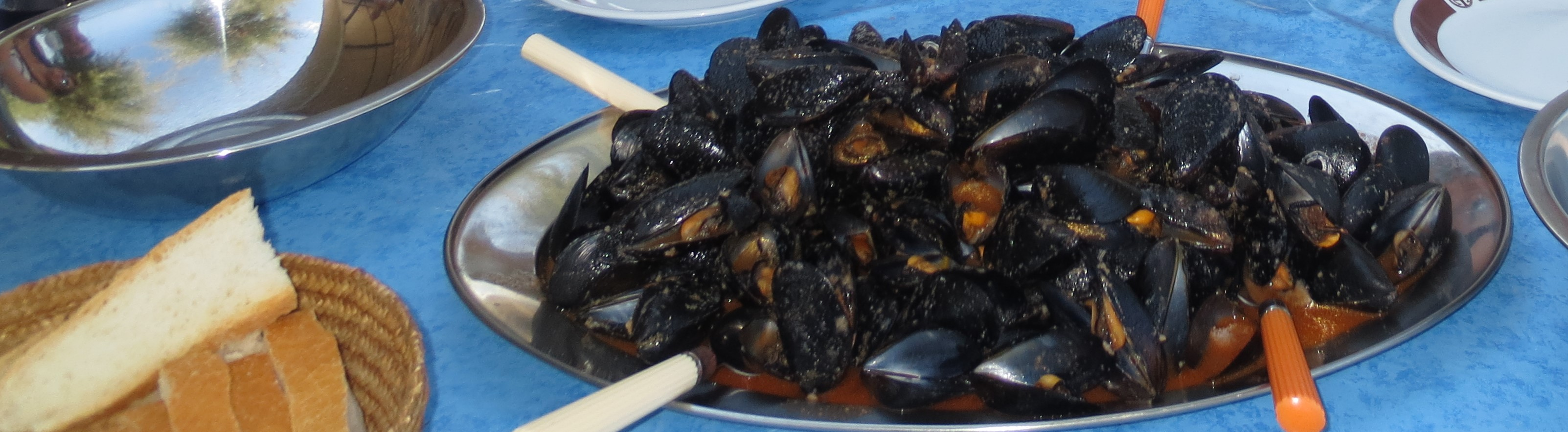
Buzara
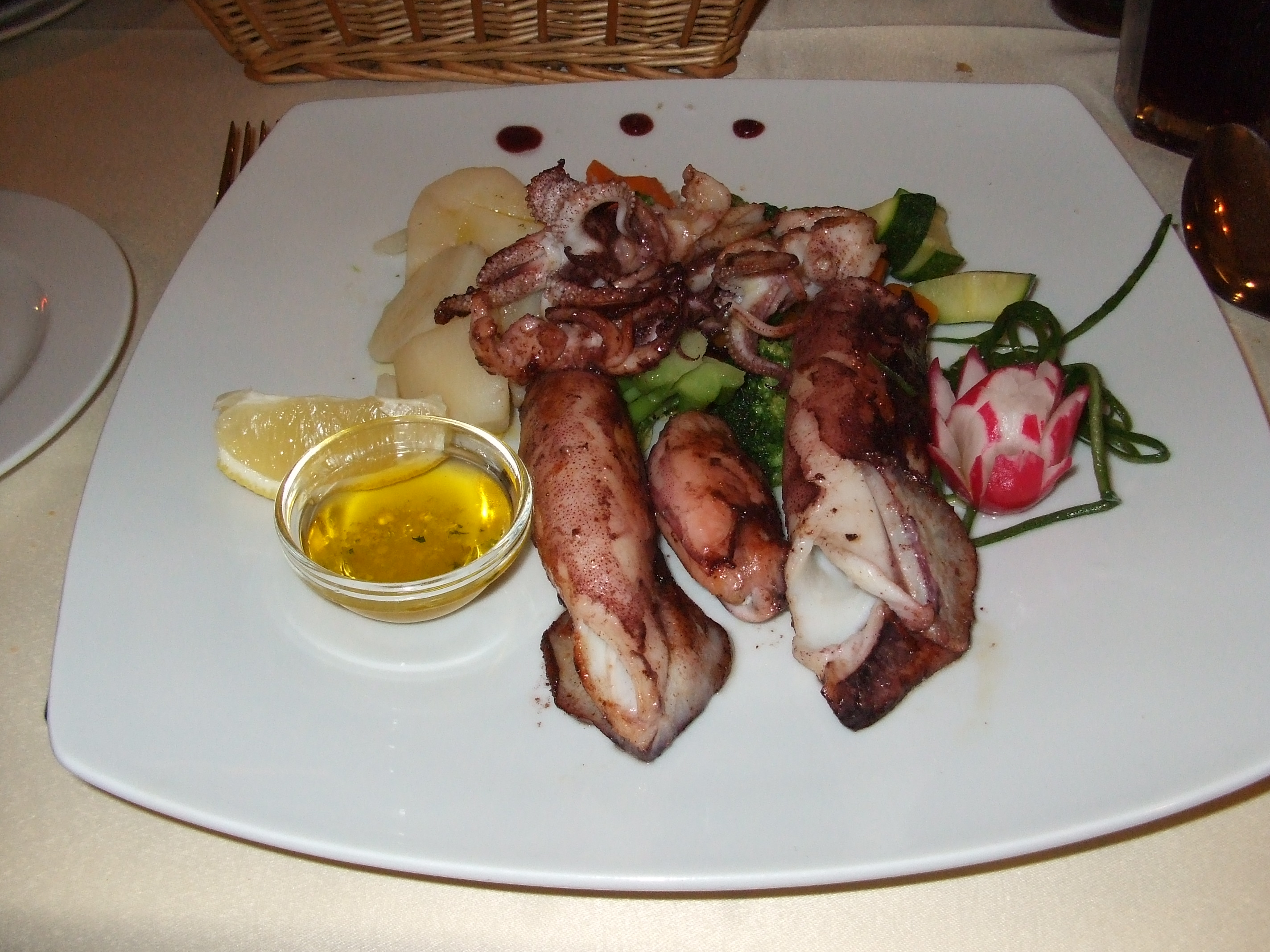
Olihně na grilu
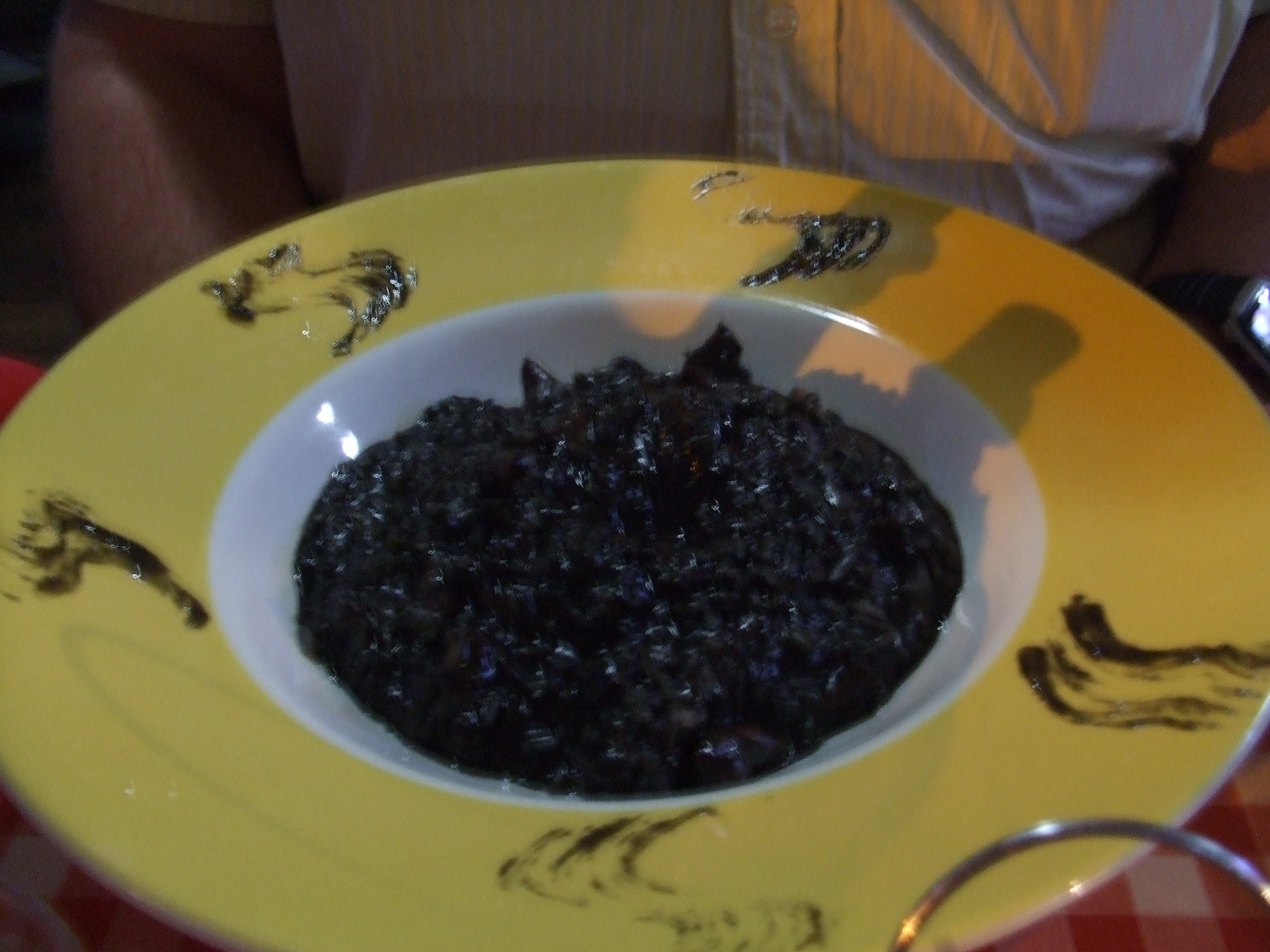
Černé rizoto
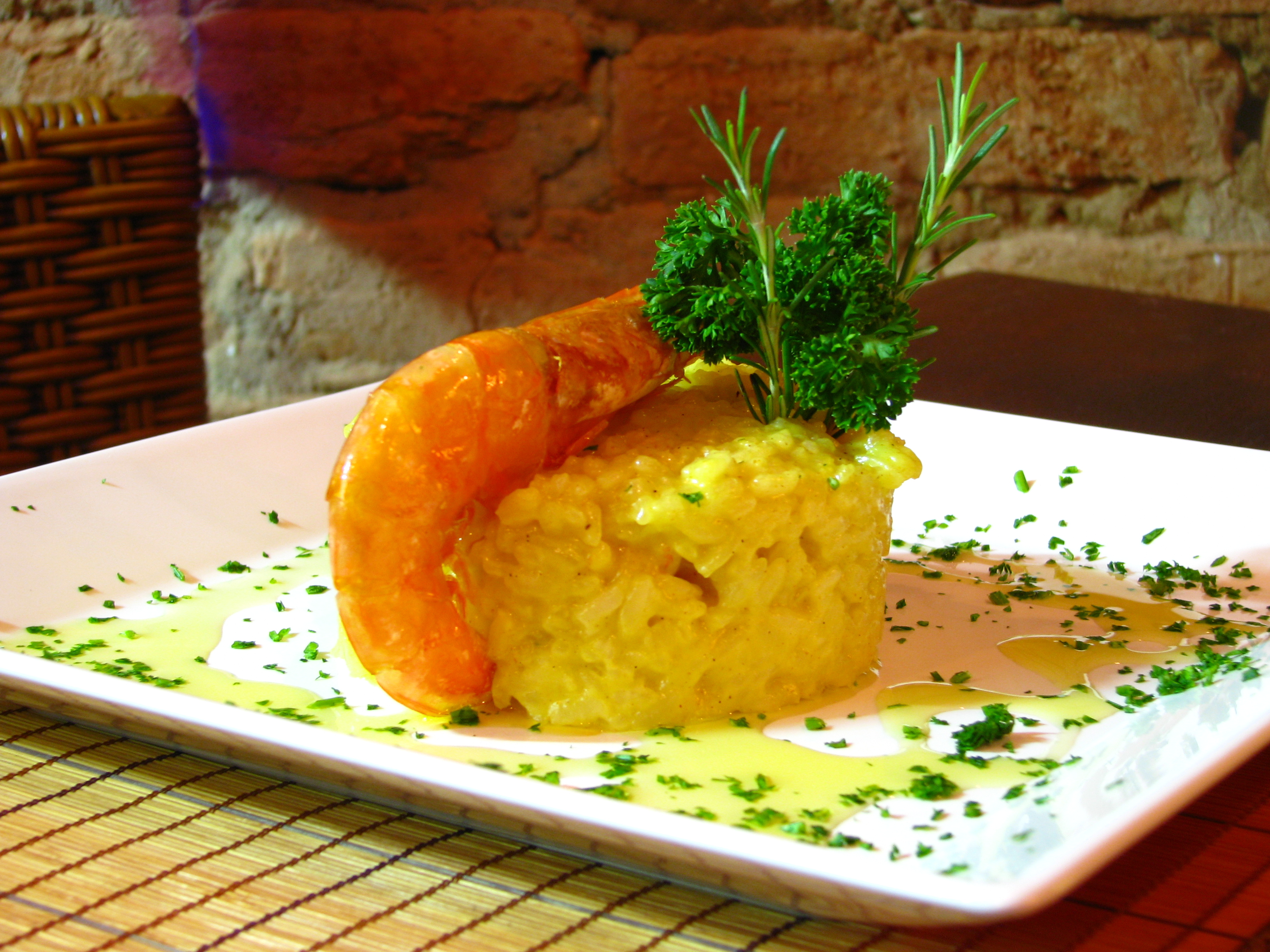
Námořnické rizoto
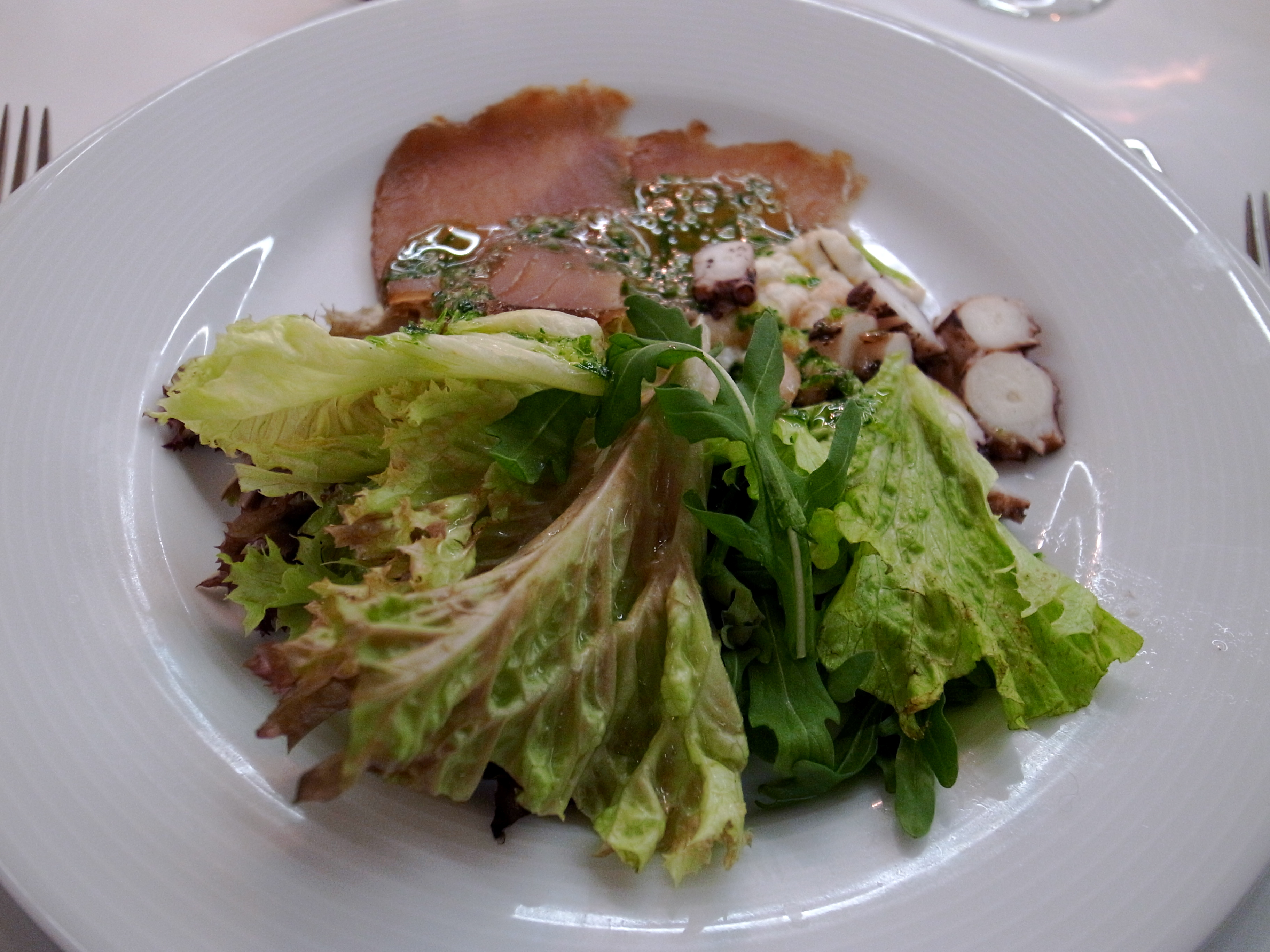
Salát z chobotnice

### Sladká jídla
- Orehnjača  – závin z kynutého těsta naplněný mletými ořechy
- Njoki sa šljivama (švestkové knedlíky) – knedlíky z těsta na halušky plněné švestkami, polité máslem a posypané strouhánkou.
- Fritule – koblihy s rozinkami
- Kroštule – křupavé těsto s rumem
- Paprenjake – zdobené obdélníkové sušenky s medem, ořechy a pepřem
- Rožata (dalmatský pudink) – sytý pudink z mléka, vajec a z karamelizovaného cukru. Zdobí se ovocem.
- Međimurska gibanica - vrstvený koláč z listového těsta a čtyř náplní : ořechů, sýru, máku a jablek aj.

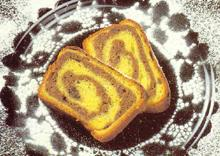
Orehnjača
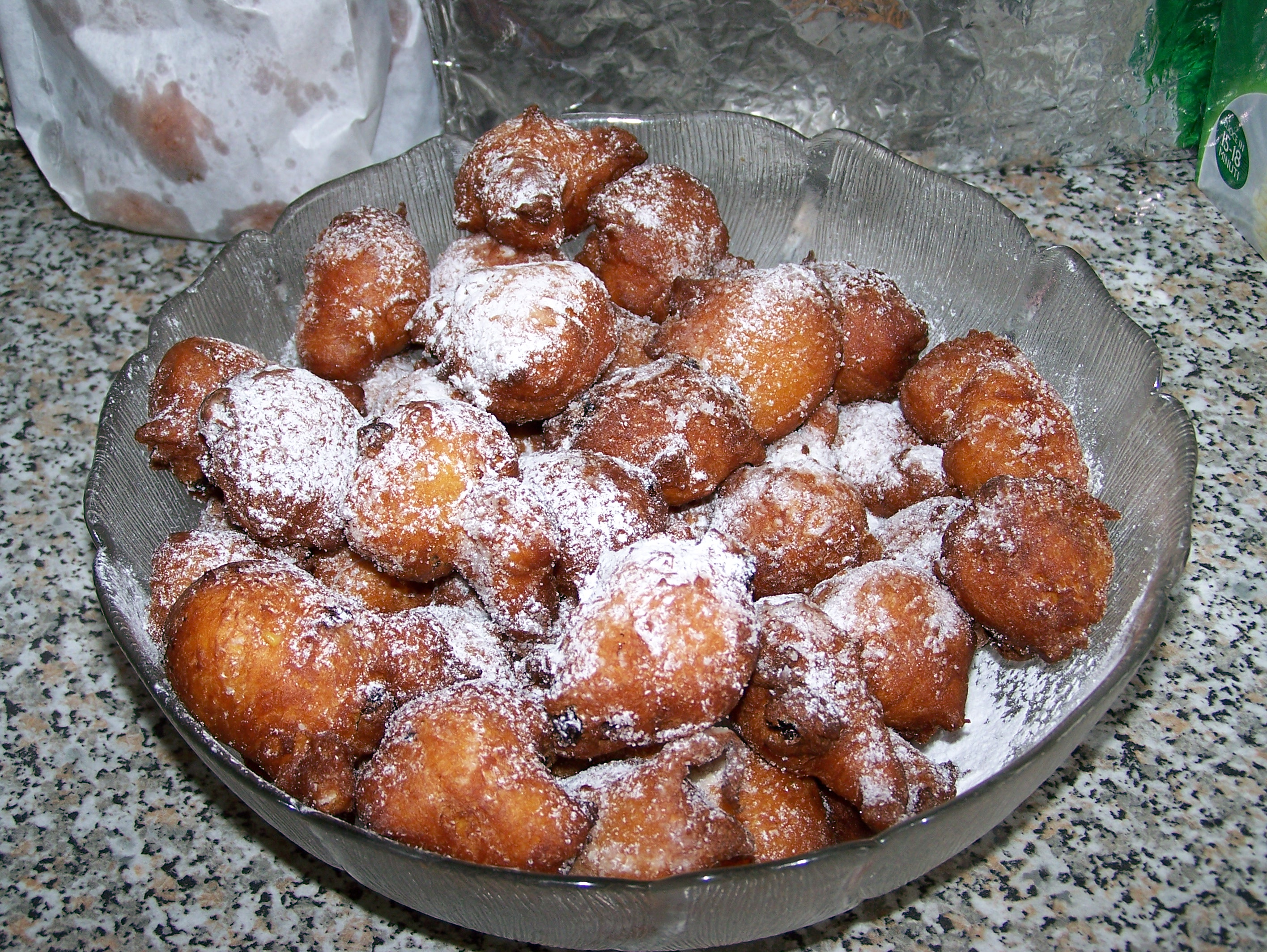
Fritule
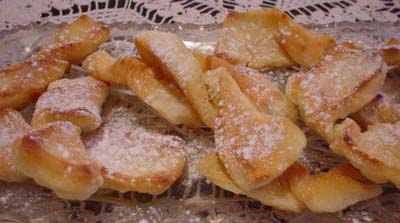
Kroštule
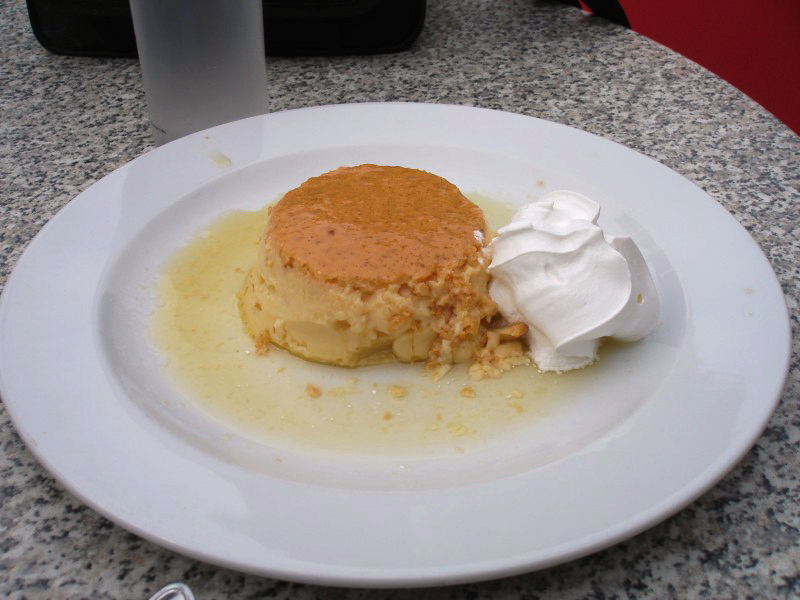
Rožata
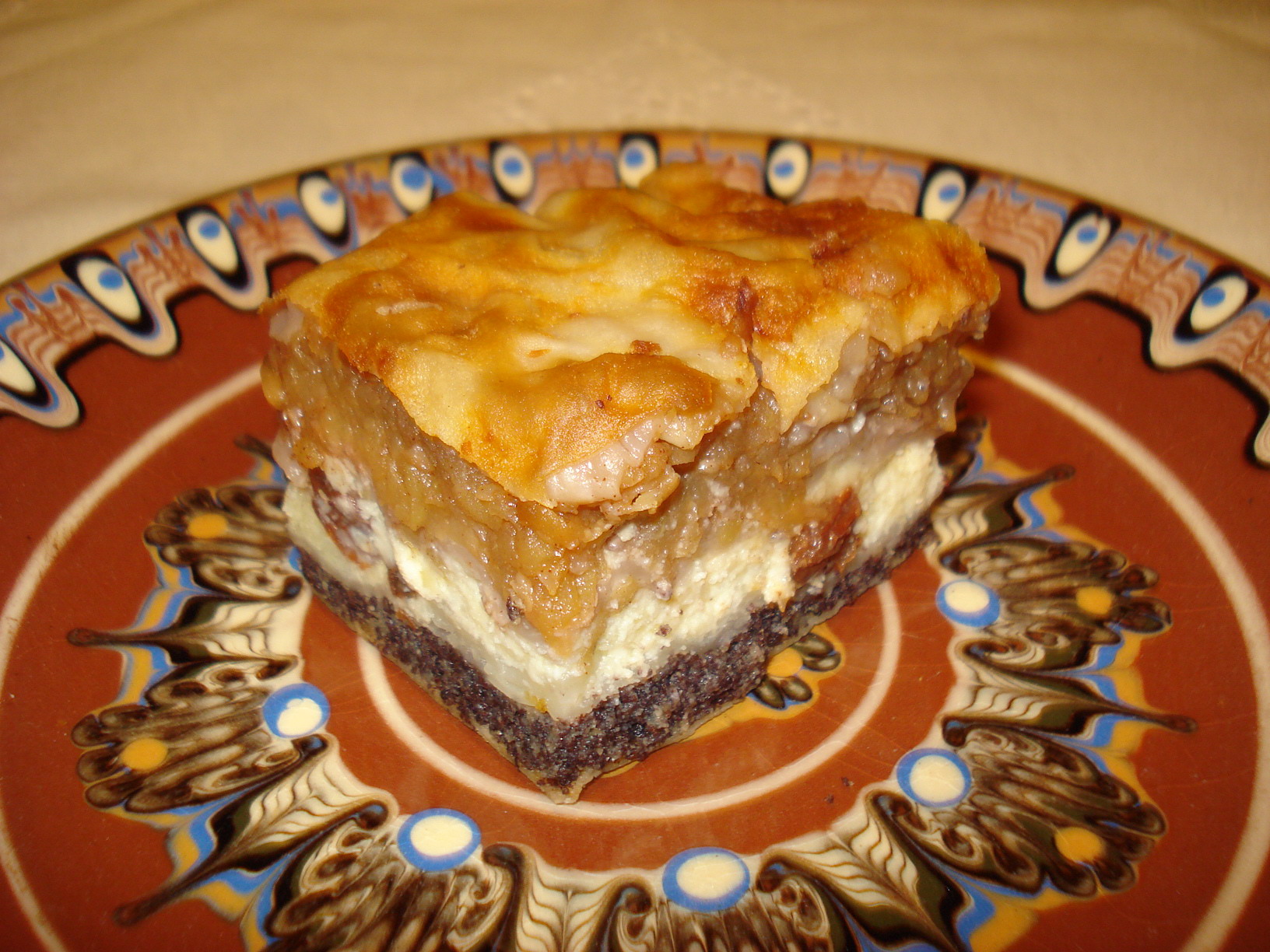
Međimurska gibanica